# Örebro HK 2015/2016
Svenska Hockeyligan 2015/2016 är Örebro HK:s tredje säsong i SHL, sedan laget debuterade i SHL säsongen 2013/2014.

## SHL
Två dagar, den 25 mars 2015, efter att säsongen 2014/2015 hade tagit slut för Örebro, kallade klubben till presskonferens. Där man presenterade att bygget av laget inför säsongen 2015/2016. Sex spelare förlängde man kontrakt med, bland annat med Julius Hudacek i ytterligare två år. Bland de spelare som man valde att inte förlänga kontrakt med fanns bland annat Jared Aulin, Tomas Skogs och Petr Zamorsky. Petr Zamorsky var enbart ett lån, och hade ett kontrakt med New York Rangers. Bakgrunden till att Örebro inte valde att förlänga med publikikonen Jared Aulin berodde på både ekonomiska och sportsliga grunder. Vidare presenterades att samarbetsavtalet med HC Vita Hästen fortsätter, där fyra spelare från Örebro kommer spela i HC Vita Hästen. Efter Ishockey-VM presenterade Örebro Libor Hudacek, som ny forward. Libor är yngre bror till Julius Hudacek. Kontraktet med Libor gäller två säsonger. Den 16 juni blev det klart att Derek Ryan lämnar Örebro inför säsongen 2015/2016. Efter hans framgångsrika säsong hade han väckt intresse från både KHL och NHL. Ryan skrev ett ettårigt tvåvägskontrakt med Carolina Hurricanes. Övergången gav Örebro ett tillskott på 800.000 kronor, enligt det avtal mellan NHL och IIHF, om att värva spelare innan den 15 juni. Den 16 augusti 2015 meddelades att Örebro skrivit ett två års kontrakt med tjeckiska centern Jakub Petružálek. Petruzalek anslöt till laget i samband med klubbens träningsläger i Schweiz, och sågs som en ersättare till Derek Ryan. Den 23 november 2015 meddelade Örebro att man skrivit ett kontrakt gällande denna säsong samt säsongen 2016/2017 med Petr Zamorsky. Zamorsky gjorde sin första match den 28 november 2015 mot Frölunda.
Den 2 december 2015 bröts kontraktet med Stefan Johansson. Bakgrunden till att kontraktet avslutades var att klubben inte kunde erbjuda den speltid som Johansson behövde. Samma dag meddelades det att Johansson skrivit ett kontrakt med AIK. Den 8 december 2015 bröts kontraktet med Jakub Petružálek. Bakgrunden till att kontraktet avslutades var att det inte funkade mellan klubben och Petružálek. Den 10 december 2015 meddelade HK Dynamo Moskva att de skrivit kontrakt med Petružálek. Den 12 december var sista matchdagen för Örebro innan SHL stängdes för juluppehåll. Matchen som spelades var mot Skellefteå AIK, som även vann matchen med 3-2. I en intervju efteråt sa Örebrotränaren Kent Johansson, att han saknade en riktig spetsspelare. Örebro gick på julledigt som 10:e placerad. Tre poäng upp till HV71, och fem poäng till godo ner till Malmö på elfteplats i tabellen.
I början av januari 2016 började det florera rykten om att Örebro kontrakterat en ny spelare. Vilket klubben bekräftade den 4 januari. Klubben hade skrivit ett 1+1 års kontrakt med Justin Hodgman. Hodgman kom närmst ifrån AHL klubben Chicago Wolves. Örebro Hockeys General Manager Pontus Gustafsson sade att man redan under sommaren 2015 försökt kontraktera Hodgman. Hodgman debuterade den 14 januari i hemmamatchen mot HV71. 
Den 18 januari 2016 meddelade Örebro att man lånar ut Mikko Lehtonen till Djurgården Hockey resten av säsongen. Och samtidigt meddelande att han inte ingår i klubbens framtidsplaner. Den aktuella säsongen hade han varit uttagen 32 matcher, och stått för 10 poäng. Den 19 februari 2016 lämnade Justin Hodgman Örebro av personliga skäl, men stod fortfarande under kontrakt (option på ett år till) med Örebro.
Den 8 mars 2016 spelade omgång 52, vilken var den sista omgången i SHL säsongen 2015/2016. Örebro mötte i Modo i Örnsköldsvik, vilka man hade mött i premiären i första omgången den 17 september 2015. Precis som i den matchen så slutade det med en Örebro seger. Med den segern så slutade Örebro på en åttonde plats i serien. Vilket innebar att man fick hemmafördel i åttondelsfinalen, som spelades bäst av tre. Örebro fick möta HV71, vilka slutade som nia i serien.
Den 10 mars inleddes åttondelsfinalerna, där HV71 gästade Örebro, och vann matchen under ordinarie matchtid med 3-2. Den 12 mars var det returmöte i Jönköping, en match som HV71 vann med 7-1. Med det var säsongen över för Örebro, och HV71 gick vidare till kvartsfinal. Inför säsongen 2016/2017 har Örebro tolv spelare med utgående kontrakt.

## Tabell
| Nr | Lag                | S  | V  | ÖV | ÖF | F  | GM  | IM  | MS  | P   |
| -- | ------------------ | -- | -- | -- | -- | -- | --- | --- | --- | --- |
| 1  | Skellefteå AIK     | 52 | 33 | 4  | 4  | 11 | 160 | 103 | +57 | 111 |
| 2  | Frölunda HC        | 52 | 30 | 7  | 0  | 15 | 169 | 112 | +57 | 104 |
| 3  | Linköping HC       | 52 | 23 | 9  | 7  | 13 | 163 | 121 | +42 | 94  |
| 4  | Luleå HF           | 52 | 26 | 5  | 4  | 17 | 140 | 123 | +17 | 92  |
| 5  | Färjestad BK       | 52 | 20 | 10 | 9  | 13 | 141 | 130 | +11 | 89  |
| 6  | Växjö Lakers (RM)  | 52 | 25 | 4  | 4  | 19 | 147 | 139 | +8  | 87  |
| 7  | Djurgårdens IF     | 52 | 23 | 5  | 7  | 17 | 144 | 135 | +9  | 86  |
| 8  | Örebro HK          | 52 | 19 | 6  | 8  | 19 | 135 | 146 | −11 | 77  |
| 9  | HV71               | 52 | 21 | 4  | 4  | 23 | 138 | 146 | −8  | 75  |
| 10 | Brynäs IF          | 52 | 21 | 4  | 3  | 24 | 133 | 138 | −5  | 74  |
| 11 | Rögle BK (U)       | 52 | 16 | 4  | 6  | 26 | 125 | 154 | −29 | 62  |
| 12 | Malmö Redhawks (U) | 52 | 15 | 5  | 6  | 26 | 116 | 153 | −37 | 61  |
| 13 | Modo               | 52 | 13 | 3  | 4  | 32 | 119 | 166 | −47 | 49  |
| 14 | Karlskrona HK (U)  | 52 | 5  | 4  | 8  | 35 | 120 | 184 | −64 | 31  |

## Laguppställning
Uppdaterad den 5 mars 2016., 

| Nr | Nat        | Spelare                                          | Pos | S/H | Ålder | Värvad | Födelseort                           |
| -- | ---------- | ------------------------------------------------ | --- | --- | ----- | ------ | ------------------------------------ |
| 33 | Slovakien  | Julius Hudacek                                   | M   | R   | 36    | 2014   | Spišská Nová Ves, Slovakien          |
| 30 | Sverige    | Henrik Lundberg                                  | M   | L   | 34    | 2012   | Göteborg, Västra Götalands län       |
| 54 | Sverige    | Peter Andersson                                  | B   | L   | 33    | 2015   | Kvidinge, Skåne län                  |
| 5  | Sverige    | Gustav Backström Utlånad till HC Vita Hästen     | B   | L   | 30    | 2014   | Lindesberg, Örebro län               |
| 88 | Sverige    | Viktor Ekbom (A)                                 | B   | L   | 35    | 2013   | Falköping, Västra Götalands län      |
| 7  | Sverige    | Alexander Hellström                              | B   | L   | 37    | 2015   | Falun, Dalarnas län                  |
| 9  | Finland    | Joonas Jalvanti                                  | B   | L   | 36    | 2014   | Lahtis, Finland                      |
| 37 | Sverige    | Stefan Johansson Kontrakt brutet 2 december 2015 | B   | L   | 36    | 2014   | Piteå, Norrbottens län               |
| 91 | Tjeckien   | Jakub Krejcik                                    | B   | L   | 33    | 2014   | Prag, Böhmen, Tjeckien               |
| 57 | Sverige    | Johan Motin (A)                                  | B   | R   | 35    | 2012   | Karlskoga, Örebro län                |
| 53 | Sverige    | Bobbo Petersson                                  | B   | L   | 32    | 2013   | Karlskrona, Blekinge län             |
| 24 | Tjeckien   | Petr Zamorsky Från 23 november 2015              | B   | L   | 32    | 2015   | Zlín, Vysočina, Tjeckien             |
| 47 | Sverige    | Johan Adolfsson                                  | F   | L   | 38    | 2009   | Örebro, Örebro län                   |
| 12 | Finland    | Marko Anttila                                    | F   | L   | 39    | 2013   | Lembois, Birkaland, Finland          |
| 21 | Sverige    | Anton Brehmer Utlånad till HC Vita Hästen        | F   | L   | 31    | 2014   | Örebro, Örebro län                   |
| 40 | Sverige    | Anders Eriksson (A)                              | F   | R   | 39    | 2012   | Floda, Västra Götalands län          |
| 44 | Sverige    | Rasmus Fyrpihl Utlånad till HC Vita Hästen       | F   | L   | 29    | 2012   | Örebro, Örebro län                   |
| 61 | Kanada     | Justin Hodgman 4 januari–19 februari 2016        | F   | R   | 36    | 2016   | Brampton, Ontario, Kanada            |
| 33 | Slovakien  | Libor Hudacek                                    | F   | R   | 34    | 2015   | Spišská Nová Ves, Slovakien          |
| 42 | Sverige    | Kalle Jellvert Utlånad till HC Vita Hästen       | F   | L   | 29    | 2015   | Örebro, Örebro län                   |
| 25 | Sverige    | Martin Johansson                                 | F   | L   | 37    | 2013   | Landskrona, Skåne län                |
| 8  | Finland    | Mikko Lehtonen Utlånad from 18 januari 2016      | F   | R   | 37    | 2015   | Esbo, Nyland, Finland                |
| 15 | Sverige    | Henrik Löwdahl (C)                               | F   | L   | 43    | 1999   | Örebro, Örebro län                   |
| 41 | Finland    | Joel Mustonen                                    | F   | L   | 32    | 2015   | Uleåborg, Norra Österbotten, Finland |
| 85 | Sverige    | Kalle Olsson                                     | F   | L   | 40    | 2012   | Munkedal, Västra Götalands län       |
| 88 | Tjeckien   | Jakub Petružálek Kontrakt brutet 8 december 2015 | F   | R   | 39    | 2015   | Litvínov, Ústí nad Labem, Tjeckien   |
| 26 | USA        | Greg Squires                                     | F   | R   | 36    | 2015   | White Plains, New York, USA          |
| 39 | Finland    | Ville Viitaluoma                                 | F   | L   | 44    | 2014   | Esbo, Nyland, Finland                |
| 17 | Sverige    | Daniel Viksten                                   | F   | R   | 35    | 2014   | Mora, Dalarnas län                   |
| 66 | Tjeckien   | Lukas Vopelka Utlånad till HC Vita Hästen        | F   | L   | 28    | 2013   | České Budějovice, Böhmen, Tjeckien   |
| 20 | Sverige    | Marcus Weinstock                                 | F   | L   | 41    | 2010   | Varberg, Hallands län                |
| 56 | Sverige    | Johan Wiklander                                  | F   | L   | 38    | 2010   | Hägersten, Stockholms län            |

## Transferfönstret 2015/2016
Uppdaterad 5 mars 2016.
| - Peter Andersson (D), från Utica Comets - Alexander Hellström (D), från IF Björklöven - Greg Squires (C), från IK Oskarshamn - Joel Mustonen (C), från Pelicans - Lars Ivarsson (ass. coach), från Örebro HK J20. - Libor Hudáček (C), från HC Slovan Bratislava - Jakub Petružálek (C), från HC Litvinov - Petr Zamorsky (D), från Hartford Wolf Pack (Waivers). - Justin Hodgman (C), från Chicago Wolves | - Jared Aulin (C), till Rapperswil-Jona Lakers - Brian Willsie (C), slutar - Johannes Jönsson (G), till Tingsryds AIF - Robin Dahlström (C), till Lørenskog IK - Tomas Skogs (D), till Färjestad BK - Thomas Enström (C), slutar - Petr Zamorsky (D), till Hartford Wolf Pack (endast lån under föregående säsong). - Håkan Åhlund (ass. coach), till IK Pantern. (från 10 november). - Derek Ryan (C), till Carolina Hurricanes - Jakub Petružálek (C), till Dynamo Moskva - Stefan Johansson (D), till AIK. - Mikko Lehtonen (C), till Djurgården Hockey (Utlånad från 18 januari 2016). - Justin Hodgman (C) |